# Sherbet (groupe)
Pour les articles homonymes, voir Sherbet.
Sherbet est un groupe australien de rock fondé en 1969 et séparé en 1984.
Il connaît un grand succès dans son pays d'origine, avec de nombreux albums certifiés disque de platine et 20 singles d'affilée classés dans le hit-parade australien dans les années 1970, dont deux no 1 : Summer Love (en) en 1975 et Howzat en 1976.

## Histoire

### Origines (1969-1972)
Sherbet est fondé en avril 1969 par cinq musiciens issus de deux groupes de la région de Sydney. Le guitariste Clive Shakespeare (en), le bassiste Doug Rae et le batteur Danny Taylor viennent du Downtown Roll Band, un ensemble de soul dont le répertoire se compose de reprises de James Brown et de morceaux Motown et Stax. Ils sont rejoints par Sammy See et Dennis Loughlin, respectivement claviériste et chanteur de Clapmham Junction.
La formation ne tarde pas à évoluer. Au bout de trois mois seulement, Danny Taylor est remplacé par Alan Sandow (en), et avant la fin de l'année, un deuxième chanteur, Daryl Braithwaite (en), rejoint Sherbet. Loughlin quitte le groupe au début de l'année suivante, tandis que la place de bassiste est reprise par Bruce Worrall. Cette formation se produit pendant huit mois au Jonathan's Disco (en), une boîte de nuit de Sydney, à une cadence soutenue : sept heures par soir, quatre soirs par semaine.
Repéré par le jeune imprésario Roger Davies (en), Sherbet décroche un contrat avec la maison de disques Festival (en) et publie son premier 45 tours, Crimson Ships (une reprise de Badfinger), en mars 1970. C'est un échec commercial. L'année s'achève avec le départ de Sammy See, remplacé aux claviers par Garth Porter (en). Celui-ci devient le partenaire d'écriture de prédilection de Daryl Braithwaite : les deux hommes écrivent ensemble la majeure partie des chansons originales du groupe jusqu'en 1976.

### Premiers succès (1972-1975)

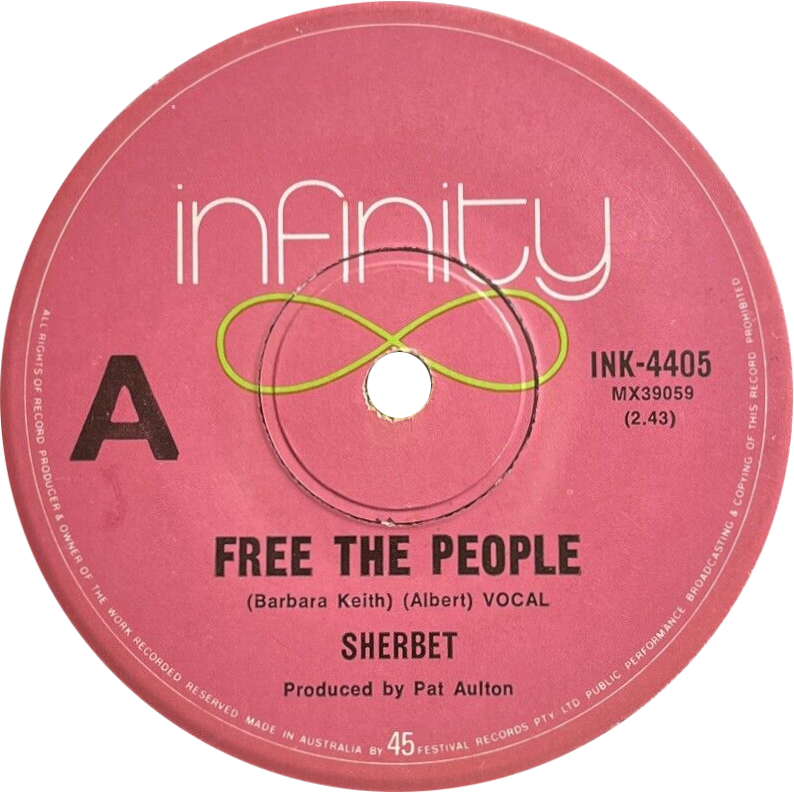
Le macaron du single Free the People (1971).

Sherbet fait son entrée dans le hit-parade australien avec les deux singles qu'il publie en 1971 sous l'étiquette Infinity, le label « progressif » de Festival Records : Can You Feel It, Baby? (en) (une reprise de Blue Mink) se classe no 22 des ventes et Free the People (en) (une reprise de Delaney & Bonnie) atteint la 36e place du classement établi par le magazine Go-Set (en).
Le groupe change à nouveau de bassiste en janvier 1972 avec l'arrivée de Tony Mitchell (en). Il remporte le grand concours pop Hoadley's Battle of the Sounds (en) et enregistre son premier album, Time Change... A Natural Progression (en), qui sort au mois de décembre.
Le groupe commence à abandonner les reprises au profit de morceaux originaux sur ses 45 tours, en commençant par You've Got the Gun (en). Le single Cassandra (en), paru en octobre 1973, se hisse à la 5e place du hit-parade en octobre 1973 et marque la première apparition de Sherbet dans le Top 10 australien. Le mellotron de Garth Porter offre au groupe un son distinctif sur la scène pop nationale.
La popularité de Sherbet va croissant, en particulier auprès des adolescentes qui apprécient beaucoup ces cinq garçons séduisants dont l'image, entretenue par Roger Davies, évite soigneusement toute vulgarité. Les albums On with the Show (en) (1973), Slipstream (en) (1974) et le plus expérimental Life... Is for Living (en) (1975) se classent dans le Top 10 des ventes, tout comme la plupart des singles qui en sont tirés. En 1975, le groupe décroche son premier no 1 avec Summer Love (en), un 45 tours publié exceptionnellement par EMI alors que Roger Davies et Sherbet cherchent à négocier un meilleur contrat avec Festival Records.
Le magazine POL (en) publie fin 1974 un portrait de Sherbet par le photographe Lewis Morley sur lequel les cinq musiciens posent entièrement nus. L'original de ce cliché est conservé à la National Portrait Gallery of Australia, à Canberra.

### Apogée et tentatives hors d'Australie (1976-1979)
La rumeur veut que Daryl Braithwaite envisage de quitter Sherbet. Il poursuit une carrière solo à succès en parallèle du groupe depuis 1973 et sa participation à la comédie musicale adaptée du Tommy des Who jouée à Melbourne. L'année suivante, son 45 tours solo You're My World (en) se classe en tête des ventes. Cependant, ce n'est pas lui qui quitte le groupe en janvier 1976, mais Clive Shakespeare, fatigué par la pression qui entoure Sherbet. Il est brièvement remplacé par Gunther Gorman avant le recrutement du guitariste Harvey James (ex-Ariel) au mois d'avril.
Le premier single de Sherbet avec James, Howzat, devient son deuxième no 1 en mai 1976. Il est également édité à l'international et rencontre un franc succès dans plusieurs pays, atteignant notamment la 4e place du hit-parade britannique. Le groupe entreprend une tournée mondiale avec des concerts au Royaume-Uni, aux États-Unis et en Asie du Sud-Est. Sherbet s'efforce dans les années qui suivent de confirmer ce premier succès à l'étranger et de percer aux États-Unis. L'album Photoplay (en) (le premier sur le label Razzle, distribué par Festival) et le single Magazine Madonna (en) y sont édités par MCA, mais le succès n'est pas au rendez-vous sur le sol américain, malgré une deuxième tournée américaine où le groupe fait la première partie des Hollies.
Sherbet souffre de son image de groupe pour adolescentes et l'émergence des courants punk et new wave menace de le rendre obsolète. Le groupe se rend à Los Angeles pour enregistrer son album suivant. Abandonné par MCA, il est repris par RSO Records, le label de Robert Stigwood, sur la recommandation d'Andy Gibb. Si l'album sort sous le nom de Sherbet (en) en Australie, il est rebaptisé Highway 1 aux États-Unis et le groupe y adopte le nom de Highway. Cela ne suffit pas à séduire le public américain, pas plus qu'une nouvelle tournée, et les membres de Sherbet, frustrés, se séparent temporairement courant 1979.

### The Sherbs (1980-1984)
Sans Roger Davies, resté aux États-Unis où il devient par la suite l'imprésario de Tina Turner, Sherbet se reforme en 1980 sous un nouveau nom : The Sherbs. Ce changement de nom coïncide avec une évolution musicale radicale en direction de la new wave et de la power pop. Les Sherbs publient trois albums entre 1980 et 1982, le dernier avec un nouveau guitariste, Tony Leigh, à la place de Harvey James. Le public australien y est indifférent et les singles qui en sont tirés sont loin d'occuper les premières places du hit-parade, à la grande frustration des membres du groupe qui ont le sentiment de ne pas être pris au sérieux. Après une dernière tournée australienne durant laquelle Shakespeare et James font des apparitions comme invités, les Sherbs se séparent pour de bon en 1984,.

### Réunions et postérité
Sherbet est intronisé au ARIA Hall of Fame en 1990. Le groupe se réunit ponctuellement pour des concerts en 1998 (pour une émission de télévision, sans Alan Sandlow), 2001 (pour le concert de charité Gimme Ted (en)), 2003, 2006 (pour la tournée Countdown Spectacular (en)) et 2007 (pour la tournée Countdown Spectacular 2).
Harvey James meurt d'un cancer du poumon le 15 janvier 2011. Clive Shakespeare meurt d'un cancer de la prostate le 15 février 2012.
We Ride Tonight (en), une chanson des Sherbs parue en 1982, est samplée par le groupe français Daft Punk sur le morceau Contact de l'album Random Access Memories, sorti en 2013. Braithwaite, Mitchell et Porter apparaissent ainsi dans les crédits de l'album comme co-auteurs du morceau.

## Membres
- Denis Loughlin : chant (1969-1970)
- Clive Shakespeare (en) : guitare, chant (1969-1976, 1984, 1998, 2001, 2003, 2006, 2007)
- Doug Rea : basse (1969)
- Danny Taylor : batterie (1969)
- Sammy See : claviers, guitare, chant (1969-1970)
- Alan Sandow (en) : batterie, percussions (1969-1984, 2001, 2003, 2006, 2007, 2011)
- Daryl Braithwaite (en) : chant, percussions (1970-1984, 1998, 2001, 2003, 2006, 2007, 2011)
- Bruce Worrall : basse (1970-1972)
- Garth Porter (en) : claviers, chant, chœurs (1970-1984, 1998, 2001, 2003, 2006, 2007, 2011)
- Tony Mitchell (en) : basse, ukulélé, chœurs (1972-1984, 1998, 2001, 2003, 2006, 2007, 2011)
- Gunther Gorman : guitare (1976)
- Harvey James : guitare, guitare slide, chœurs (1976-1982, 1984, 1998, 2001, 2003, 2006, 2007)
- Tony Leigh : guitare (1982-1984)

## Discographie

### Albums studio
- 1972 : Time Change... A Natural Progression (en)
- 1973 : On with the Show (en)
- 1974 : Slipstream (en)
- 1975 : Life... Is for Living (en)
- 1976 : Howzat! (en)
- 1977 : Photoplay (en)
- 1978 : Sherbet (en)
- 1980 : The Skill (en)
- 1981 : Defying Gravity (en)
- 1982 : Shaping Up (en)

### Albums en concert
- 1975 : In Concert (en)
- 1977 : Caught in the Act... Live (en)

### Compilations
- 1975 : Sherbet's Greatest Hits 1970-75
- 1976 : The Sherbet Collection
- 1979 : Track Record
- 1980 : The Sherbet Phenomenon
- 1984 : The Hits 1969–1984
- 1999 : Howzat! – 30th Anniversary Celebration Collection
- 2001 : The Great Sherbet
- 2001 : Anthology
- 2006 : Super Hits
- 2008 : Anthology
- 2017 : Greatest Hits

### Singles
- 1970 : Crimson Ships / Everything
- 1971 : Can You Feel It, Baby? (en) / The Love You Save (May Be Your Own)
- 1971 : Free the People (en) / All Our Yesterdays
- 1972 : You're All Woman (en) / Back Home
- 1972 : You've Got the Gun (en) / Do It
- 1973 : Hound Dog / Can I Drive You Home
- 1973 : Cassandra (en) / Time Change
- 1974 : So Glad You're Mine (en) / For Your Love
- 1974 : Slipstream (en) / Jungle Jiver
- 1974 : Silvery Moon (en) / Summer Satisfaction
- 1975 : Summer Love (en) / (You Go Your Way) I'll Go Mine
- 1975 : Freedom (Live) (en) / Wishing Well (Live)
- 1975 : Life / Survival
- 1975 : Only One You / Matter of Time
- 1976 : Child's Play / Just Being You
- 1976 : Howzat / Motor of Love
- 1976 : Gimme' Love / Hollywood Dreaming
- 1976 : Rock Me Gently / You've Got the Gun (1976 Version)
- 1977 : Magazine Madonna (en) / Still in Love with You
- 1977 : High Rollin' / Midsummer Madness
- 1978 : Nowhere Man (Live) / Dancer (Live)
- 1978 : (Feels Like It's) Slipping Away / Safe Water
- 1978 : Another Night on the Road / Winnipeg Sidestep
- 1978 : Beg Steal or Borrow / You Made a Fool
- 1979 : Angela / Take My Heart
- 1979 : Heart Get Ready / Skyline (Live)
- 1980 : Never Surrender / Love You to Death
- 1980 : I'm OK / Into the Heat
- 1980 : Juliet and Me / I'll Be Faster
- 1980 : I Have the Skill / Parallel Bars
- 1981 : Crazy in the Night / Into the Heat
- 1981 : Free the Sailor / Blood On My Hands
- 1982 : Some People / We Ride Tonight (en)
- 1982 : Don't Throw It All Away / Knowing You
- 1982 : Shaping Up / I Don't Wanna Lose You
- 1983 : The Arrow / Wild Is the Sea
- 1984 : Tonight Will Last Forever / Howzat (Live)
- 2006 : Hearts are Insane / Red Dress